# Raymond Mertz
Pour les articles homonymes, voir Mertz.
Raymond Mertz (né en 1937) est un retraité du corps de conception et de direction de la police nationale, connu pour les controverses qu'il a suscitées au milieu des années 1980 alors qu'il se trouvait à tête de la Brigade de répression du banditisme (BRB), l'une des célèbres brigades centrales de la Préfecture de police de Paris. Sous sa direction, la BRB fut effectivement entachée de deux scandales indirectement liés entre eux ; d'une part à l'affaire du gang des ripoux qui a gangrené le groupe nuit de la brigade de 1981 à 1985, et d'autre part à l'issue dramatique d'une opération de police visant à interpeller le gang des postiches en plein braquage de banque en 1986 (La fusillade de la rue du Docteur-Blanche). Ces deux affaires furent à l'origine d'une fronde policière considérable au sein du 36, quai des Orfèvres qui réclama directement son limogeage.

## Carrière
Raymond Mertz entre dans la police nationale comme simple gardien de la paix en 1959. Nommé commissaire de police en 1968, il officie de manière remarquable au sein de la 2e Brigade territoriale de la police judiciaire parisienne où son caractère impétueux fait déjà parler de lui. De mars 1984 à juin 1989, il est promu commissaire divisionnaire à la Brigade de répression du banditisme. Malgré les polémiques qu'il a suscitées pour ses supposées erreurs de commandement à ce poste,, il est promu sous-directeur des services départementaux et des divisions de police judiciaire à la préfecture de police de Paris, coordonnant ainsi les activités de l'ensemble des services territoriaux de la police judiciaire de Paris, des Hauts-de-Seine, de Seine-Saint-Denis et du Val-de-Marne. En mai 1994, il est nommé conseiller technique à l'Inspection générale des services (IGS), qui sera son dernier poste.

## Controverses
Lorsque Raymond Mertz arrive à la tête de la Brigade de répression du banditisme en mars 1984, le gang des postiches fait les gros titres de la presse. Il constate que le dossier confié à cette même brigade est complètement vide et que l'enquête est au point mort. Le nouveau patron de la BRB entre en matière avec une colère mémorable, allant jusqu'à insulter ses inspecteurs de "branleurs", et exige d'eux un rythme de travail infernal pour des résultats rapides. Dès le 14 mars 1984, il contribue à mettre en place le plan Ballon qui consiste à sonoriser les salles des coffres des banques avec des capteurs sismiques avec pour objectif de surprendre le gang au retour de leurs casses, sans y intervenir directement.
Le 14 janvier 1986, ce plan tourne au drame : le gang est effectivement repéré dans l'agence du Crédit lyonnais du 39 rue du Docteur-Blanche à Paris. Le commissaire Mertz engage le dispositif policier autour de la banque, avec l'appui de la BRI dirigée par Claude Cancès, pour prendre en filature les voitures afin de procéder à l'arrestation en dehors des zones d'habitation dense. La situation dérape lorsque Mertz déclenche seul une fusillade qui conduira à la mort d'un gangster, Bruno Berliner, et d'un inspecteur de la BRI, Jean Vrindts. L'issue dramatique de l'opération entraîne un mouvement de contestation considérable au 36, quai des Orfèvres, si bien que les hommes des brigades centrales (inspecteurs et enquêteurs), appuyés par le Syndicat national autonome des policiers en civils (SNAPC), réclament la mutation sans délai de Raymond Mertz dont l'impulsivité est directement pointée du doigt.
Souhaitant rapidement ramener l'ordre dans les rangs, le directeur de la police judiciaire, Pierre Touraine, menace de distribuer des sanctions et dévoile qu'une liste de noms est prête à être soumise à l'inspection générale des services dans le cadre de l'enquête interne sur le gang des ripoux - qui deviendra plus tard l'affaire Dominique Loiseau et marquera durablement la police judiciaire parisienne. La presse s'empare du scandale et donne un aperçu des affaires et des rivalités au sein du 36, quai des Orfèvres.
Raymond Mertz, qui ne s'était jamais exprimé publiquement sur cette affaire, donnait tout de même son point de vue lors de l'émission télévisée Faites entrer l'accusé du 20 février 2005, affirmant : « C'est moi qui suis sorti le premier de la voiture, et si une faute a été commise je suis prêt notamment à subir ». Pierre Touraine, également présent sur le plateau, édulcorait le contexte de cette fusillade et prenait toutefois fait et cause pour Mertz.

## Distinctions
- Chevalier de la Légion d'honneur (3 janvier 1989)[8].

## Représentation au cinéma
- L'ancien policier, acteur et réalisateur Olivier Marchal s'inspire de l'affaire Dominique Loiseau et des circonstances troubles de la fusillade de la rue du Docteur-Blanche pour produire son film 36 Quai des Orfèvres,  dans lequel Gérard Depardieu joue le rôle du chef de la Brigade de répression du banditisme, incarnant de fait la personnalité de Raymond Mertz[9],[10].
- Raymond Mertz apparaît dans Le Dernier Gang, un film de Ariel Zeitoun qui relate de manière romancée la « carrière » du célèbre gang des postiches.